# Epsilon Piscium
Désignations
Epsilon Piscium (ε Piscium / ε Psc) est une étoile géante de la constellation zodiacale des Poissons, distante d'environ ∼ 182 a.l. (∼ 55,8 pc) de la Terre. Elle est visible à l'œil nu avec une magnitude apparente de 4,28.

## Environnement stellaire
Epsilon Piscium présente une parallaxe de 17,94 ± 0,21 millisecondes d'arc mesurée par le satellite Hipparcos, ce qui permet d'en déduire qu'elle est distante de 182 ± 2 a.l. (∼ 55,8 pc) de la Terre. Elle s'éloigne du système solaire à une vitesse radiale héliocentrique de +8 km/s.
Elle pourrait être un système binaire à occultations, dont les deux étoiles auraient la même magnitude. Elles ne seraient séparées que de 0,25 seconde d'arc.

## Propriétés
Epsilon Piscium est une étoile géante jaune de type spectral G9 IIIb Fe-2, âgée d'environ 2,6 milliards d'années. Elle est membre du red clump, ce qui signifie qu'il s'agit d'une étoile qui fusionne l'hélium contenu dans son cœur en carbone et en oxygène. Elle est relativement appauvrie en métaux, d'où la notation « Fe-2 » dans le suffixe de son type spectral. Elle présente une abondance du fer qui équivaut à 41 % celle du Soleil.
La masse de l'étoile est 1,58 fois supérieure à celle du Soleil, mais son rayon s'est étendu jusqu'à devenir près de onze fois plus grand que le rayon solaire. Elle est presque 68 fois plus lumineuse que l'étoile du système solaire et sa température de surface est de 4 814 K.

## Nom
En astronomie chinoise, l'étoile fait partie de l'astérisme de l'Enceinte externe (外屏, Wài Píng), qui, outre ε Piscium, comprend δ Piscium, ζ Piscium, μ Piscium, ν Piscium, ξ Piscium et α Piscium.